# Alaskagolfen
Alaskagolfen (engelsk: Gulf of Alaska), er en bugt i Stillehavet som hvis kyst udgør  Alaskas sydlige kyst, og Canadas nordvestlige stillehavskyst . Den  bugter sig indad fra Alaskahalvøen og Kodiak Island mod vest, forbi indløbet til   Cook Inlet til Alexanderarkipelaget i øst, hvor Glacier Bay og Inside Passage findes. Langs hele Golfens kystlinje er der  en kombination af skov, bjerge og gletsjere. Alaskas største gletsjere, Malaspinagletsjeren og Beringgletsjeren, løber ud i Alaskagolfen.